# Бутироксан
Бутироксан (Butiroxanum). 6-[4-(3-Фенилпирролидинил-1)-бутирил]бензо-1,4-диоксана гидрохлорид. — психотропный лекарственный препарат синтезированный советским химиком Андреем Васильевичем Ельцовым в 1973 году

## Общая информация
Используется для лечения отравления атропином, а также артериальной гипертензии, алкогольной и опиатной абстиненции. Механизм действия бутироксана основан на блокировании центральных адренорецепторов. Одновременно он усиливает действие холиноблокаторов. Побочным действием является брадикардия. Разовая доза составляет 10-20 мг. Препарат начинает действовать через 10 минут после введения. Действие продолжается от 6 до 10 часов.

## Физические свойства
Белый кристаллический порошок. Медленно и трудно растворим в воде и спирте.